# Sant Genís de Taradell
Sant Genís de Taradell és una església amb elements romànics i barrocs de Taradell (Osona) protegida com a Bé Cultural d'Interès Local.

## Descripció

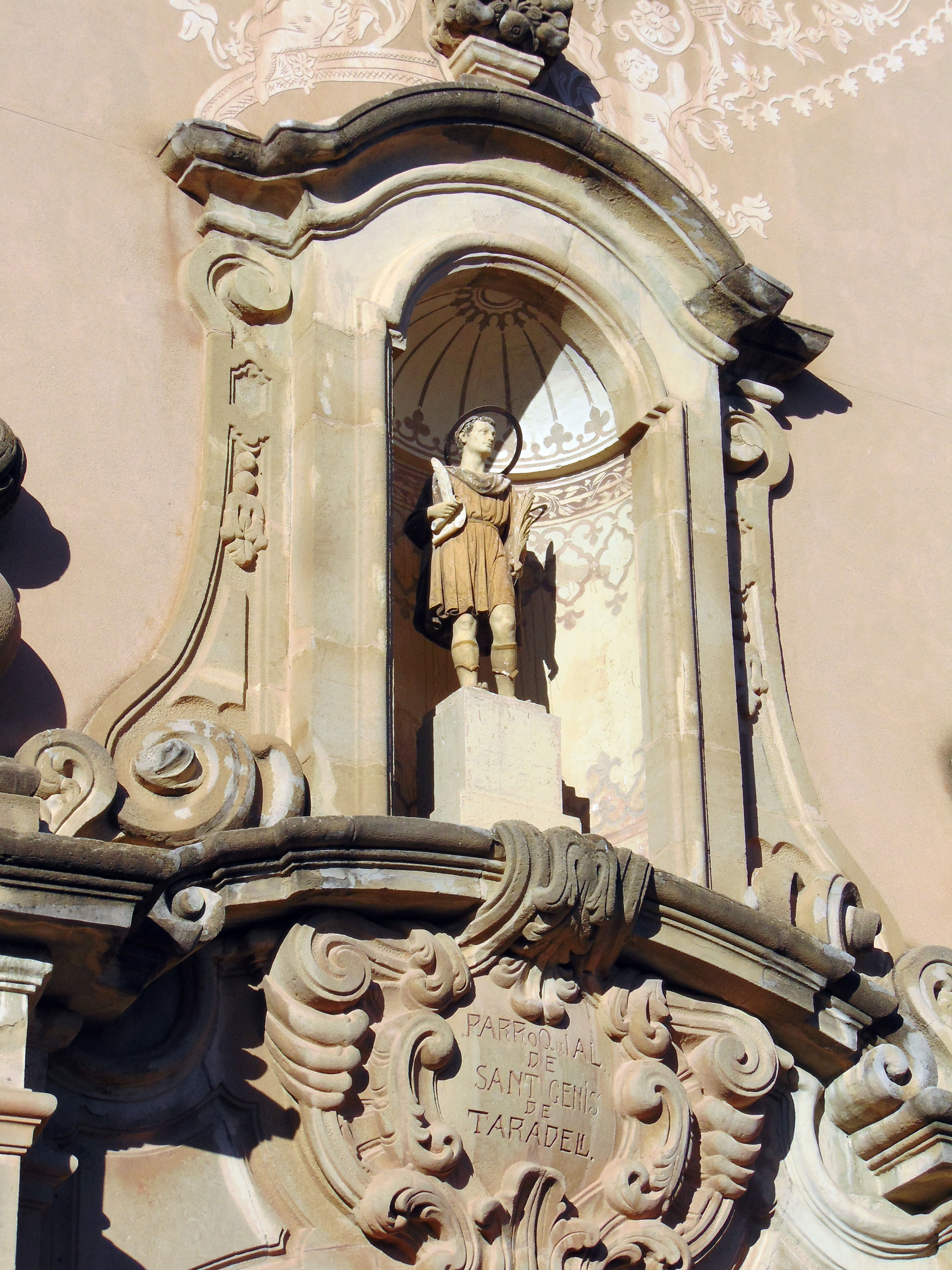
Fornícula amb sant Genís

L'església de Sant Genís Taradell es troba al centre de la població. És un temple d'estil barroc que conserva el campanar romànic. L'església és d'una sola nau, amb vuit capelles laterals repartides en cada costat, les quals s'obren a la nau amb arcs de mig punt que descansen sobre impostes. Les de la capçalera són cobertes amb cúpula esfèrica amb finestres poligonals de mitja taronja. La nau és coberta amb volta de canó que descansa damunt impostes decorades amb volutes i finestres a l'arrencada de l'arc que donen llum a la nau. El presbiteri és ovalat i presenta portals rectangulars: un s'obre a la sagristia, mentre que l'altre mena a la capella fonda amb cúpula. Als peus hi ha el cor il·luminat per una gran rosassa amb calats de pedra i vitralls. La façana té el capcer triangular coronat per unes boles de pedra i les vessants de les capelles laterals són seguides per una forma sinuosa. El portal és d'arc carpanell inscrit dines un gran parament de pedra coronat per una fornícula amb imatge. Al damunt hi ha la gran rosassa i ambdós costats s'hi obren finestres amb el mateix arc que el portal. La façana conserva restes d'uns esgrafiats rogencs damunt blancs que emmarquen els elements de ressalt. Malgrat el deteriorament de la façana, l'estat de conservació és força bo.

### Campanar

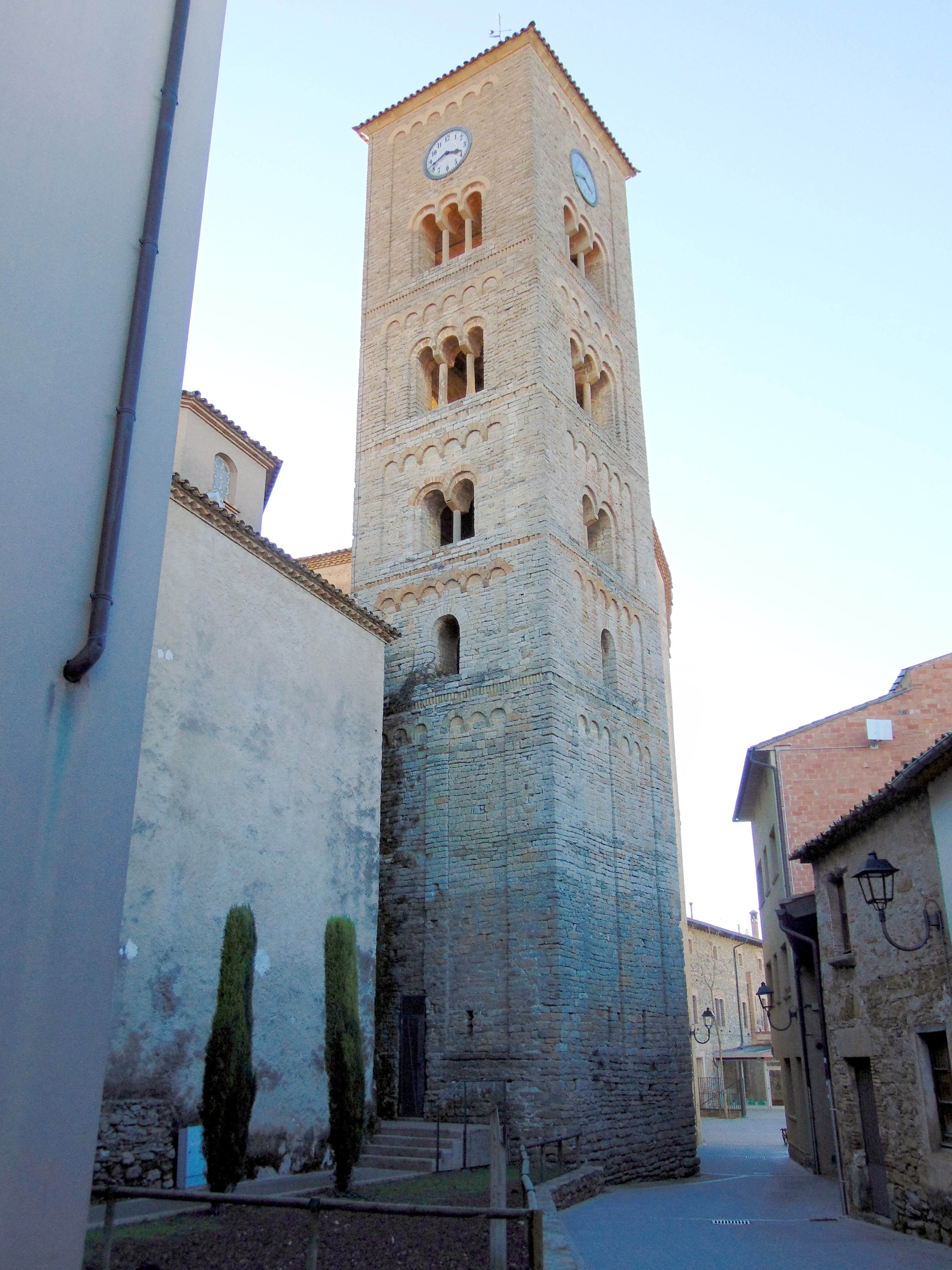

Campanar de torre de planta quadrada situat al nord-est de l'església parroquial, adossat a la capçalera. Consta de planta baixa i quatre pisos i és cobert a quatre vessants. Als murs de la planta baixa s'hi marquen lesenes llombardes, elements que segueixen als angles de tota la torre. Els pisos són marcats per arquets cecs i dents de serra. Al primer pis s'obre una finestra d'arc de mig punt a cada façana, al segon s'hi obren finestres geminades amb columna i capitell mensuliforme i al tercer i quart iguals però de tres arcades. Sota el ràfec de cada una de les façanes hi ha un gran rellotge esfèric. És construït amb gresos grisos amb algunes dents de serra i arquets de pedra semblants a l'església de Santa Eugènia. L'estat de conservació, malgrat la restauració, és bo.

## Història
Les primeres notícies de l'església parroquial de la vila de Taradelll daten del 950 i al segle xi fou renovada i consagrada de nou. D'aquella època tan sols en queda el record d'una part de campanar. Als segle xv i XVI fou transformada la primitiva església romànica i s'hi afegí una capella dedicada a la Verge del Roser. Al segle xvii s'hi afegiren dos altars més i el 1654 els francesos saquejaren l'església. L'any 1755 es posà la primera pedra del nou edifici que fou beneït i adaptat al culte per la Festa Major del 1763, i fou bastida amb l'ajuda econòmica dels vigatans/es i pagesos/es en temps del rector Ramon Vila i Grau. L'obra fou dirigida pels arquitectes Josep i Jacint Morató. L'altar major fou guarnit amb un retaule del taller dels Ral que malauradament es va perdre amb un incendi del 1904. No obstant, el taradellencs es van afanyar a reparar els danys produïts, però, amb tot, durant la Guerra Civil fou de nou malmesa.